# 사랑의 인사 (1994년 5월 드라마)
《사랑의 인사》는 1994년 5월 27일에 MBC에서 방영한 베스트극장이다.

## 줄거리
1회용 아기 기저귀를 만드는 회사에서 대리로 일하고 있는 주인공 영호는 어느날 지하철역에서 우연히 첫사랑의 연인이었던 승혜와 마주친다. 영호는 승혜가 제일 좋아하던 음악 에드워드 엘가의 첼로곡 ‘사랑의 인사’를 오로지 그녀를 위해 연주하기 위해 첼로를 배우기 시작한다. 그만큼 시골에서 올라온 가난한 국문과 고학생이었던 영호에게 승혜는 생애를 걸 만큼 세상의 유일한 희망이었던 것이다. 그러나 마침내 영호가 ‘사랑의 인사’를 완주하게 되었을 때, 승혜는 영호 곁을 떠나 영호와 가장 친한 친구 민수에게로 가버린다. 승혜는 지금 민수의 아내가 되어 있다. 세월이 지나 이제 영호도 딸 아이와 아내를 거느린 성실한 가장이 되었다. 그 후 영호에게는 더 이상 잠 못이루는 밤이란 없어졌으며 무언가를 위해서는 살지 않는다.

## 등장 인물

### 주요 인물
- 이상우 : 김영호 역
- 박소현 : 이승혜 역

### 그 외 인물
- 김성훈
- 김형자 : 승혜의 어머니 역
- 양희경 : 교양과목 교수 역
- 양택조 : 주유소 사장 역
- 황일청 : 교수 역
- 문회원 : 영호의 지도교수 역
- 문용철
- 최유라 : 영호의 아내 역
- 이상철 : 상철 역 - 상호의 주유소 동료
- 김주희
- 김호웅
- 조성규
- 유현지 : 영호의 딸 역